# 2945 Zanstra
2945 Zanstra è un asteroide della fascia principale del diametro medio di circa 21,12 km. Scoperto nel 1935, presenta un'orbita caratterizzata da un semiasse maggiore pari a 2,6678917 UA e da un'eccentricità di 0,1403762, inclinata di 2,62743° rispetto all'eclittica.